# B.Y.O.B. (dal)
A B.Y.O.B. (Bring Your Own Bombs) az első kislemez a Mezmerize című albumról. A számot 2006-ban Grammy-díjra jelölték a "Best Hard Rock Performance" kategóriában, a jelölést végül díjra is váltotta. A dal klipjét Jake Nava rendezte. A System of a Down egyetlen olyan kislemeze volt, amely a Billboard Hot 100 listában a legjobb 40 közé jutott. A szám a Guitar Hero World Tour (Guitar Hero IV) című videójátékba is bekerült.